# 拜罗伊特大区
拜罗伊特大区（德語：Gau Bayreuth，1942年6月改名為此），此前稱巴伐利亞東邊疆大區（德語：Gau Bayerische Ostmark）是納粹德國的一個行政區劃，由1933年1月19日下巴伐利亞、上普法爾茨和上弗蘭肯合併而成。它存在於1933年至1945年。
1. ↑  Bayrisches Landesamt für Statistik （页面存档备份，存于） accessed: 26 June 2008